# Aulonocnemis oberthueri
Aulonocnemis oberthueri är en skalbaggsart som beskrevs av Ludwig Wilhelm Schaufuss 1902. Aulonocnemis oberthueri ingår i släktet Aulonocnemis och familjen Aulonocnemidae. Inga underarter finns listade.